# ヴィクトル・チェルノフ
ヴィクトル・ミハイロヴィチ・チェルノフ（ヴィークトル・ミハーイロヴィチ・チェルノーフ、ロシア語: Ви́ктор Миха́йлович Черно́в、ラテン文字表記の例：Viktor Mikhailovich Chernov、1873年12月7日 – 1952年4月15日）は、ロシアの革命家、帝政ロシアの政治家。 社会革命党（エスエル）の創設者の一人。ロシア革命（二月革命）後成立した臨時政府で農相を務めた。

## 生い立ち
1873年ロシア帝国サラトフ県に生まれる。父ミハイルは、農奴出身から身を起こし、郡主計官を勤めて貴族となった。サラートフ中学在学中に社会問題に目覚める。この時期に「人民の意志」党（「人民の意志」派）のテロリストで、後に内相ヴャチェスラフ・プレーヴェ暗殺犯のエゴール・サゾーノフらに出会う。1890年プレーヴェが暗殺された時、チェルノフはサゾーノフのアパートにいた。このことは当然問題となり、長兄が学んでいた中学に転じた。
1892年モスクワ大学法学部に入学する。大学では学生運動に身を置き、ナロードニキの継承者を以て任じていた。1890年代初頭、ロシアの学生は、ナロードニキとマルクス主義者に別れ論争を繰り広げていた。チェルノフは自由主義的ナロードニキ運動の理論的支柱であった評論家・社会学者のニコライ・ミハイロフスキーの知遇を得たが、ミハイロフスキーがマルクス主義批判から革命に対して否定的な見解であったことには失望させられた。

## 農業理論の展開
1894年逮捕される。その後、タンボフ県で農民に対する工作を経て、1899年当局の許可を得て、家族とともに国外に移る。途中、サンクトペテルブルクのミハイロフスキーの下に立ち寄り、全人口中、農民が圧倒的に多い農業国での特殊条件を考慮に入れた社会主義理論を示唆される。このミハイロフスキーの示唆に加え、「合法マルクス主義者」として知られるピョートル・ストルーヴェの『ロシアの経済発展問題に対する批判的覚書』（1894年）に大いに触発される。国外でのチェルノフは、哲学、農業理論に関する論文を発表し、評価された。チェルノフはマルクスを評価する一方で祖国ロシアの現状に鑑み、マルクス経済学を修正し、後進国ロシアの実情を分析した。チェルノフはロシアが資本主義化の端緒についたばかりであると喝破し、後進資本主義国ロシアの特殊事情を盛り込んだ農民主体の社会主義理論を提起した。

## 社会革命党結成
1900年チェルノフの発議によって、古参ナロードニキを集め農業社会主義連盟が創設された。同時にロシア社会革命同盟に加わる。さらに翌1901年12月グリゴリー・ゲルシューニ、マリヤ・セリューク、エヴノ・アゼフらの提案によって創設された社会革命党（エスエル）に参加し、党機関紙「革命ロシア」の編集人となる。チェルノフはヨーロッパ各国を訪問し、ロシア人の学生やプレハーノフ、レーニンら亡命者と接触し、社会革命党の綱領、戦術について説いて回った。チェルノフの農業理論は社会革命党の綱領の中で定式化され、チェルノフは社会革命党を代表するイデオローグとなった。1903年党中央委員に選出される。1905年ロシア第一革命が起こると武装蜂起を主張している。しかし、1908年アゼフが当局のスパイであることが発覚し、責任を負って中央委員を辞任した。

## ロシア革命
1914年第一次世界大戦が勃発すると、チェルノフは国際主義の立場を取り戦争反対を主張する。1917年ロシア革命（二月革命）が起こると、ロシアにイギリスを経由して帰国しペトログラード・ソビエト執行委員、副議長に選出された。
二月革命直後、ロシアはソビエトとゲオルギー・リヴォフ公率いる臨時政府の二重権力状態となった。チェルノフはソビエトと臨時政府の協調関係を支持し、民主化と土地私有化の改革、社会的所有化を実施すべきと主張した。チェルノフは、社会革命党とトルドヴィキ、人民社会党による統一ブロックによる臨時政府のブルジョワ自由主義者とレーニン率いるボリシェヴィキを牽制した。1917年4月パーヴェル・ミリュコーフ外相が辞任（四月危機）するとエスエル左派はチェルノフをアレクサンドル・ケレンスキー新内閣の後任外相に推薦した。しかし、後任の外相にはミハイル・テレシチェンコが就任し、チェルノフは自らの希望もあって農相に回った。
自らの農業理論を実現すべく農相の地位についたチェルノフではあったが、現実はチェルノフにとって厳しかった。結局、土地取引禁止、ストルイピン土地整備委員会の活動停止の二法のみが成立し、3ヶ月で辞任した。また、9月党大会で中央委員を解任された。
1917年10月、ボリシェヴィキによる武装蜂起によってソビエト政権が樹立される（十月革命）。11月に憲法制定議会の選挙が行われ、社会革命党が第一党となり、翌1918年1月、チェルノフはマリア・スピリドーノワを破り、憲法制定議会の議長に選出される。これに対してボリシェヴィキは、憲法制定議会に対してソビエト権力と諸政策の承認を要求するが、憲法制定議会がこれを拒否すると、ボリシェヴィキは憲法制定議会を力で解散させた。
同年5月国内戦が起こると、社会革命党は6月サマーラに移り、反ソビエト政権を樹立、チェルノフもこれに参加する。その後各地でソビエト政府に対する抵抗運動に参加し、モスクワに潜入するなどしたが奪権に失敗し、1920年プラハに亡命する。
その後チェルノフは、社会革命党在外代表として活動し、党の基本路線を中道左派とした。1926年社会革命党在外代表団は分裂しチェルノフは脱退した。社会革命党脱退後もソ連を非難し、スターリン主義については「統合国家資本主義」とこれを批判した。1940年5月第二次世界大戦でのナチス・ドイツ軍によるパリ陥落で、アメリカに亡命する。アメリカに渡ったチェルノフは『自由のために』誌を編集に当たった。1952年ニューヨークで死去した。78歳。亡命後は他の亡命者たちと共に亡くなる直前までNKVD・ソビエト連邦内務省に監視されていた。

## 著書
チェルノフは、回想録とロシア革命、農業理論に関する著作を多く遺した。
- 『哲学および社会主義理論』
- 『農業問題と現代』
- 『戦争と第三勢力』
- 『建設的社会主義』
- 『社会革命党員の手記』
- 『革命ロシアの誕生』
- 『嵐を前に』（回想録）

## 参考
- http://www.britannica.com/eb/article-9023845 , accessed October 2, 2005.
- http://www.bartleby.com/65/ch/Chernov.html , accessed October 2, 2005.